# Hells Angels
Hells Angels Motorcycle Club ili "Hells Angels" međunarodni je motociklistički-klub. Članovi voze prvenstveno motocikle Harley-Davidson.
Klub su osnovali veterani iz Drugog svjetskog rata. Vožnja bučnim motorima je za njih način života. Službeno je klub osnovan 17. ožujka 1948. u mjestu Fontana u Kaliforniji. Hells Angelsi postoje trenutno u 32 zemlje
Brojni članovi Hells Angelsa su optuženi između ostalog zbog iznuda, trgovine drogama i krađa.

## Vanjske poveznice
- (engl.)Hells Angels Motorcycle Club World – Službena stranica